# Улица Варенцовой (Иваново)
У́лица Варенцо́вой — одна из старейших улиц города Иванова. Располагается во Фрунзенском районе. Начинается от улицы Станко и идёт в северо-западном направлении до Почтовой улицы. Пересекается с улицами: Станко, Палехская, Красной Армии, Большая Воробьевская, Почтовая, переулками: Врачебный, Семеновского, и площадью Победы.

## Происхождение названия

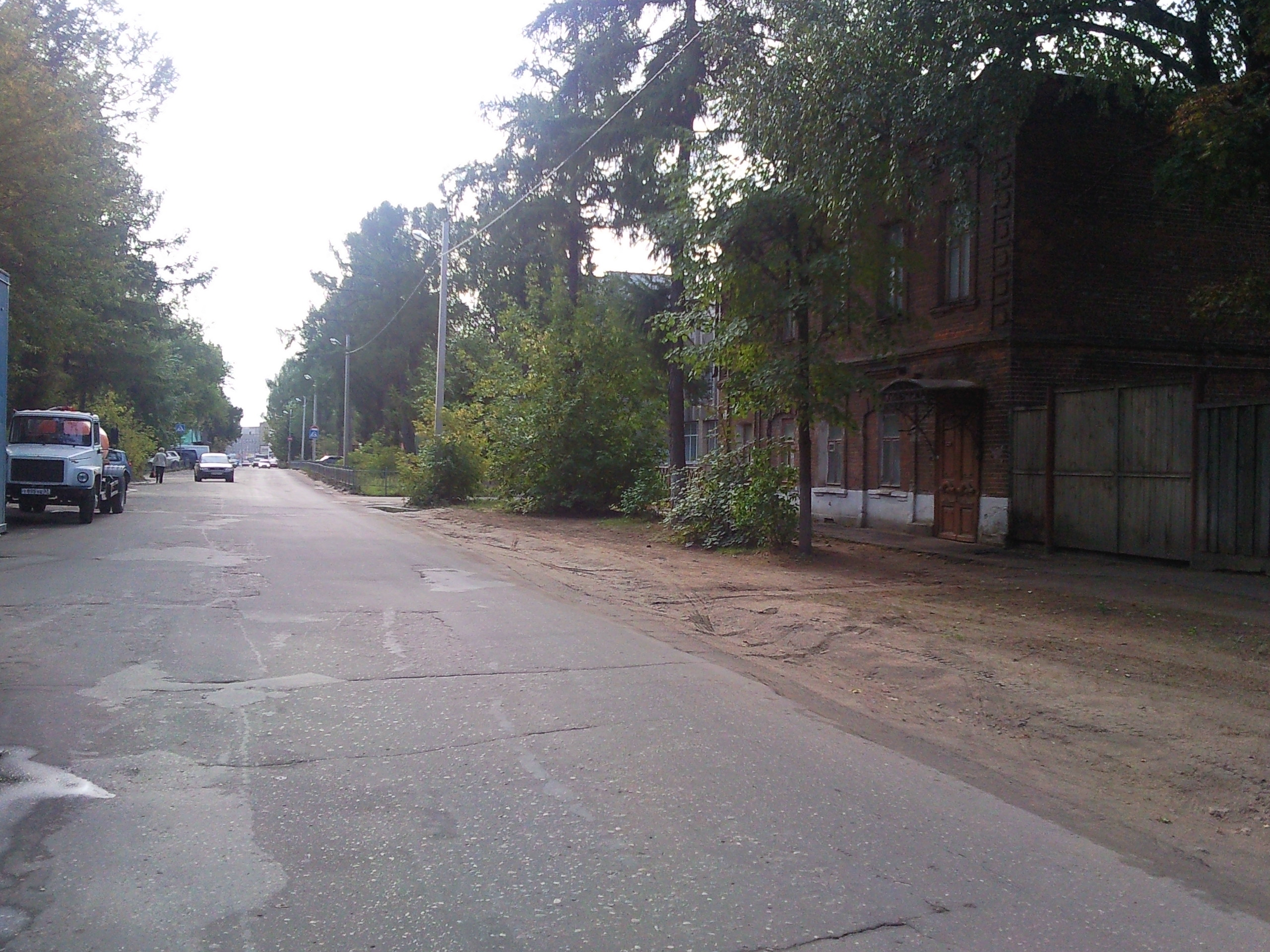
Улица Варенцовой

С момента своего образования улица поменяла много названий. Это связано со спецификой топонимической системы старого Иваново-Вознесенска и села Иванова, когда при отсутствии официального названия, улице присваивались различные имена в зависимости от её характера.
Первое письменное подтверждение существования улицы относится к 1774 году. На Генеральном плане межевания села Иванова была отмечена как Приборная улица.
По одной из версий, название Приборная произошло от расположенного на окраине села леса. В пользу этой версии говорит название примыкающей Лесной площади (ныне площадь Победы).

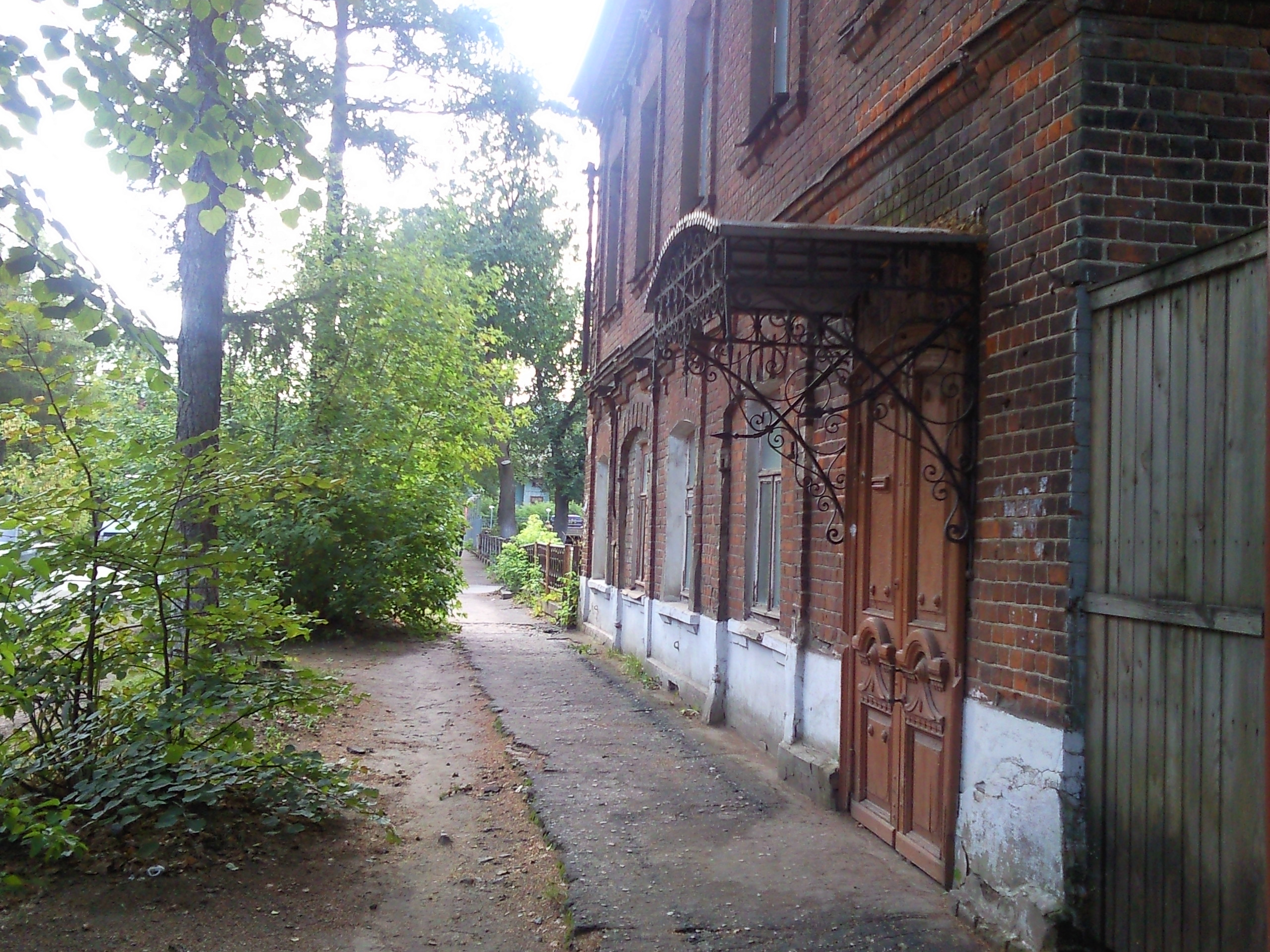

В 1872 году Приборная улица переименована в Сенную.
В 1878 году переименована в Пятницкую. В 1927 году к ней присоединён Новиковский переулок, располагавшийся между нынешними улицами Станко и Палехской. Объединённая улица получила имя Нечаева, в честь Сергея Геннадьевича Нечаева (1847—1882) — деятеля русского революционного движения.
В 1978 году улица Нечаева переименована в улицу Варенцовой. Названа в честь советского партийного и государственного деятеля — Ольги Афанасьевны Варенцовой (1862—1950).

## Архитектура
Застройка смешанная: дома от одного этажа и выше. Имеются памятники архитектуры.

## Транспорт
На улице нет линий общественного транспорта.